# Can Pic de Pagès
Can Pic de Pagès és una masia de Viladrau (Osona) inclosa a l'Inventari del Patrimoni Arquitectònic de Catalunya.

## Descripció
Masia de planta rectangular (9x5) amb un cos (7x5) adossat a l'E en funció de pis, construït amb totxana i arrebossat amb pòrtland. Coberta a dues vessants (pis inclòs) amb el carener perpendicular a la façana de migdia. Consta de planta i primer pis. La façana principal (part antiga), presenta a la planta, un portal rectangular amb emmarcaments de granit gris i escaires a cartel·la, al qual s'accedeix mitjançant tres graons (un d'ells una antiga llinda escripturada); quatre finestres rectangulars de diverses mides i amb emmarcaments de gres, granit i totxo. Al primer pis, tres finestres emmarcades amb gres i amb ampit, la central amb llinda escripturada (1744); sobre el portal, en una rajoleta, està escrit "Cuartel del Medio Dia"; en la mateixa façana, però en el cos modern hi trobem a la planta un portal mirant a ponent i dues finestres a migdia; el primer pis presenta un balcó amb portal i barana de fusta, i una finestra mirant a migdia. La façana O és cega i presenta un cos de totxo a l'escaire N, amb un portal d'accés a les corts, i al primer pis una finestreta. La façana N, parcialment adossada al pendent, presenta dos portals a peu de primer pis, i una finestra amb reixa de forja. La façana E presenta un cos cobert amb fibrociment (uralita) en funció de corts, que dona al corral de l'aviram, i dues finestres al primer pis.

## Història
Masia situada a peu del vell camí d'anar a St. Segimon, construïda a la primera meitat del segle xviii, època a partir de la qual, el municipi començà a experimentar un considerable creixement demogràfic. Per la placa de la façana podem deduir que en època de la Guerra Carlina fou un quarter de migdia.